# Lee Yong-ju
Dans ce nom, le nom de famille, Lee, précède le nom personnel coréen.
Lee Yong-ju (hangeul : 이용주 ; RR : I Yong-ju ; MR : I Yong-chu) est un scénariste et réalisateur sud-coréen, né le 6 juin 1970 à Séoul.

## Biographie
Lee Yong-ju naît le 6 juin 1970 à Séoul. Il assiste aux cours de l'architecture à l'université Yonsei.
En 2003, il est assistant réalisateur de Bong Joon-ho pour son film Memories of Murder (살인의 추억),.
En 2009, il écrit et réalise son premier long métrage d'horreur Possessed (불신지옥), pour lequel il obtient les prix du meilleur réalisateur débutant à la cérémonie des Pusan Film Critics Awards et du meilleur scénariste à la cérémonie des Blue Dragon Film Awards dans la même année,.
En 2012, il présente son deuxième film romantique Architecture 101 (건축학개론).
En mars 2019, on apprend qu'il a écrit le scénario du troisième film de science-fiction Seo Bok (서복) et le réalise en mai,, avec Gong Yoo et Park Bo-gum dans les rôles principaux, jusqu'en octobre de la même année. Malgré la pandémie de Covid-19 en Corée du Sud, le film sort tardivement le 15 avril 2021, dans les salles et sur la plate-forme TVING.

## Filmographie

### En tant que scénariste
- 2009 : Possessed (불신지옥) de lui-même
- 2012 : Architecture 101 (건축학개론) de lui-même
- 2015 : The Silenced (경성학교: 사라진 소녀들) de Lee Hae-young (adaptation)
- 2021 : Seo Bok (서복) de lui-même (avec Lee Jae-min et Yum Gyoo-hoon)

### En tant que réalisateur
- 2003 : Memories of Murder (살인의 추억) de Bong Joon-ho (assistant)
- 2009 : Possessed (불신지옥)
- 2012 : Architecture 101 (건축학개론)
- 2021 : Seo Bok (서복)

### En tant que producteur
- 2002 : A.F.R.I.K.A. (아프리카) de Shin Seung-soo
- 2004 : Spider Forest (거미숲) de Song Il-gon
- 2006 : Holy Daddy (원탁의 천사) de Kwon Seong-gook
- 2007 : The Mafia, the Salesman (상사부일체) de Shim Seung-bo (associé)
- 2012 : Mr. Perfect (백프로) de Kim Myeong-gyoon
- 2015 : Himalaya (히말라야) de Lee Seok-hoon

### En tant qu'acteur

#### Cinéma
Longs métrages
- 2004 : Spider Forest (거미숲) de Song Il-gon
- 2004 : Feather in the Wind (깃) de Song Il-gon

#### Télévision
Série télévisée
- 2015 : The Eccentric Daughter-in-Law (별난 며느리) : Oh Sang-Sik (10 épisodes)

## Distinctions
Sauf indication contraire, les informations mentionnées dans cette section peuvent être confirmées par la base de données cinématographiques IMDb,  présente dans la section « Liens externes ».

### Récompenses
- Busan Film Critics Association 2009 : meilleur réalisateur débutant pour Possessed
- Cine21 Movie Awards 2009 : meilleur réalisateur débutant de l'année pour Possessed
- Pusan Film Critics Awards 2009 : meilleur réalisateur débutant pour Possessed
- Blue Dragon Film Awards 2009 : meilleur scénario pour Possessed
- Festival international du film fantastique de Gérardmer 2010 : prix du jury jeunes pour Possessed
- Buil Film Awards 2012 : meilleur scénario pour Architecture 101
- Cine21 Movie Awards 2012 : meilleur scénario de l'année pour Architecture 101

### Nominations
- Grand Bell Awards 2009 : meilleur scénario pour Possessed
- Blue Dragon Film Awards 2012 : meilleur scénario pour Architecture 101
- Buil Film Awards 2012 :
  - Meilleur film pour Architecture 101
  - Meilleur réalisateur débutant pour Architecture 101
- Grand Bell Awards 2012 : meilleur réalisateur pour Architecture 101